# 有完没完
《有完没完》（英語：What A Day ！）（原片名《生于4月1日》），是一部于2017年上映的中国电影。本片是歌手王啸坤执导的电影处女作品，由范伟、贾静雯、刘俊昊领衔主演，2017年4月1日于中国上映。

## 剧情简介
该片讲述了生于愚人节的老范，在他生日这天遭遇到一系列奇葩人物、经历了一连串悲催事件，此后他的人生陷入“死循环”。身处日复一日的时间困境，千姿百态的花样人生引人啼笑皆非的故事。
生于愚人节的老范（范伟饰）是一个典型的草根直男，离异多年的他干着一份平凡的快递员工作，身边带着一个二次元性格的儿子小范（刘俊昊饰），爷俩生活美满，无奈囊中羞涩。这一年老范的生日过得很悲催，丢了客户的包裹被老板（范湉湉饰）索赔，遭到彩票店老板（孔连顺饰）嘲笑，得罪了广场舞一哥（Mike隋饰）被恶搞，迟送了奇葩客户（薛之谦饰）的情书导致人家跳楼，在儿子班主任（贾静雯饰）面前吹牛沦为笑柄，目睹小痞子（宋阳饰）仗势欺人，想要打抱不平却临阵退缩落得个两面三刀的恶评。更让他没有料到的是，老天故意跟他开了个巨大的玩笑：他的人生意外陷入了“死循环”，困在同一天里出不来。身处日复一日的时间困境，老范从情绪沮丧到突破自我，在迷之男子（林更新饰）的指点之下，开启了“花式自救”模式，体验人生的千姿百态，一步步进化为让人刮目相看的“一日赢家”。

## 演员阵容
| 演员姓名 | 角色名称 | 介绍 |
| 范伟     | 老范     |      |
| 贾静雯   | 戚老师   |      |
| 刘俊昊   | 范迪     |      |
| 隋凯     | 富贵     |      |
| 宋阳     | 春哥     |      |
| 范湉湉   | 田总     |      |
| 林更新   | 小新     |      |
| 薛之谦   | 和平     |      |
| 赵英俊   |          |      |
| 孔连顺   |          | 顺子 |
| 于笑     |          |      |

## 电影歌曲
| 曲别   | 歌名               | 演唱者               | 作词   | 作曲   |
| 推广曲 | 超级舞林           | 王啸坤、范伟、赵英俊 |        |        |
| 主题曲 | 是否我真的一无所有 | 王啸坤               | 陈乐融 | 陈志远 |
| 主题曲 | 有玩没完           | 铁竹堂之PLAYAZ       |        |        |